# سیلن چسبناک
سیلن چسبناک (نام علمی: Silene viscaria) نام یک گونه از سرده قلیانک است.